# 第二エノク書
『第二エノク書』（だいに - しょ）は、聖書偽典のひとつである。別名『エノク秘蹟書』（Le Livre des secrets d'Hénoch）。古写本はスラヴ語訳として伝存しており、『スラヴ語エノク書』ともいう。

## 概要
義人エノクによる黙示である。エノク伝承にまつわる多数の文書の集成のスラブ語訳で、天界や、天使、堕天使、グリゴリについて語られ、ノアと大洪水についての予言、そしてノアの弟の子であるメルキセデクの話で終わる。
スラブ語への翻訳は10～11世紀と推定される。スラブ語への翻訳の原本はギリシア語と見られているが失われている。スラブ文献学者マトヴェイ・ソコロフの研究により23章に分けられたが、12章と19章は後代になっての挿入であるので本文には含まれていない。また異本では、さらに24章が加えられている。
『第一エノク書（エチオピア語エノク書）』と共通する主題であるものの、内容は相違する部分もある。『第一エノク書』と違い、エノクは啓示だけではなく実際に天使によって天界に連れて行かれ、第一天から順番に案内され、第七天で神に対面し天界の書記になる。
また「エチオピア語エノク書」と比べると、神の峻厳さが緩和され、代わって恩寵が大きくなっているなど、新約聖書の思想に近い部分がみられるとされる。。